# Shum Yip Upperhills
Shum Yip Upperhills (深业上城) — комплекс небоскрёбов, расположенный в китайском городе Шэньчжэнь. Построен в 2020 году, по состоянию на начало 2020 года башня № 1 входила в пятёрку самых высоких зданий города. Архитектором комплекса выступила американская компания Skidmore, Owings & Merrill, владельцем является группа Shum Yip Land.
В состав многофункционального комплекса Shum Yip Upperhills входят шесть высотных башен, торговый центр площадью 60 тыс. м², театральный центр, выставочный центр и комплекс малоэтажных офисных и жилых зданий с террасами и площадями. Первые четыре башни построены в 2015 году, башня № 2 — в 2017 году, башня № 1 — в 2020 году.  
- Башня № 1 (388 м) имеет 80 наземных этажей, занятых офисами и гостиничными номерами[6][7][8][9].
- Башня № 2 (299 м) имеет 62 наземных этажа, занятых офисами[10][11][12].
- Башня № 1А (230 м) имеет 62 наземных этажа, занятых квартирами.
- Башня № 2А (230 м) имеет 62 наземных этажа, занятых квартирами.
- Башня № 1В (179 м) имеет 49 наземных этажей, занятых квартирами.
- Башня № 2В (179 м) имеет 49 наземных этажей, занятых квартирами.